# Thomas Körner (Schriftsteller)

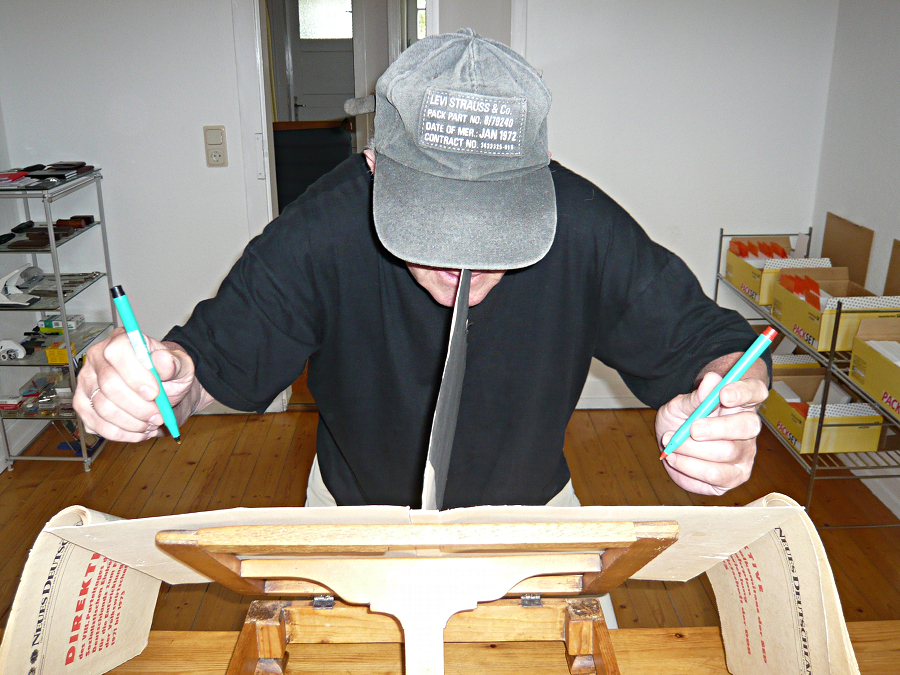
Entwurf und Direktive. Arbeit an: Das Land aller Übel

Thomas Körner (* 1942 in Breslau) ist ein deutscher Schriftsteller.

## Leben
Nach der Vertreibung 1945 wuchs Thomas Körner im Raum Dresden auf. Ab 1961 studierte er in Ost-Berlin Medizin und Jura; ab 1963 schrieb er experimentelle Gedichte, Bühnenwerke (darunter Libretti für Friedrich Goldmann und Paul Dessau) und Prosa. Als Langzeit-Projekt begann er einen „Fragment-Roman“, der auf eine kritische „Analyse der verstaatlichten Utopie“ in der DDR abzielt. Parallel arbeitete er als Krankenpfleger, Fensterputzer und Richterassistent. 1980 floh er in die Bundesrepublik Deutschland. Wichtige Dialogpartner wurden in der Folgezeit der Regisseur Peter Zadek, mit dem Körner 1985–88 am Deutschen Schauspielhaus Hamburg als Dramaturg zusammenarbeitete, und die Komponistin Adriana Hölszky, mit der er gemeinsame Musiktheaterwerke schuf. Thomas Körner lebt heute als freier Autor, Librettist, Übersetzer und Dramaturg in Unterschüpf (Baden).

## Werke

### Prosa
- Das Land aller Übel. Fragment-Roman (Entstehung ab ~1970). Seit 2008 fortlaufende Veröffentlichung in Acta Litterarum (Netzarchiv). Herausgegeben wird die Netzedition von Ulrich Schödlbauer.
 Der ›Roman‹ umfasst neun Teile:

- DDR. Eine Sprachanstalt – Fragment vom Wort
- EGSS oder Die Einheitskartei. System einer Lebensweise in fünf Karteikästen – Fragment vom Buch
- Das Grab des Novalis. Dramatisierter Essay – Fragment von der Weltanschauung
- S oder Die Geschichte eines Steines. Beitrag zur theoretischen Literatur – Fragment von der Arbeit
- Der Verworfene. Mahnmal einer Utopie – Fragment vom Mensch
- Vom Elend einer Methode – Fragment vom Plan
- Die Meister des Morgen (Der Hammer). Manuskriptmodell – Fragment vom Volk
- Die Prinzipien der Nötigkeit (Die Sichel). Lesespiele – Fragment vom Staat
- Das P-Projekt. Ein Zweierversuch – Fragment von der Flucht

- Buchpublikation: Das Grab des Novalis. Dramatisierter Essay. Fragment von der Weltanschauung. Mit einem Nachwort von Joachim Walther. Frankfurt am Main (Edition Büchergilde) 2007, ISBN 3-940111-38-4

### Hörspiel
- s.t.a.a.t. Das ist die Mär vom Gevatter. Deutschlandradio Berlin 2003

### Musiktheater
- R.Hot bzw. Die Hitze.  Opernfantasie in über einhundert dramatischen, komischen, phantastischen Posen (nach Der Engländer von Jakob Michael Reinhold Lenz; Musik: Friedrich Goldmann). UA 1977 Berlin (Staatsoper Unter den Linden; Regie: Peter Konwitschny)
- Leonce und Lena (nach Georg Büchner; Musik: Paul Dessau). UA 24. November 1979 Berlin (Staatsoper Unter den Linden; Regie: Ruth Berghaus)
- Fanferlieschen Schönefüßchen (mit Karin Körner; Musik: Kurt Schwertsik). UA 24. November 1983 Stuttgart (Staatsoper)
- Bremer Freiheit. Singwerk auf ein Frauenleben (nach Rainer Werner Fassbinder; Musik: Adriana Hölszky). UA 4. Juni 1988 München (1. Münchener Biennale; Gasteig, Carl Orff-Saal; Regie: Christian Kohlmann; Bühne und Kostüme: Birgit Angele; Ensemble Avance; Dirigent: András Hamary [* 1950])
- Die Wände (nach Les Paravents von Jean Genet; Musik: Adriana Hölszky). UA 1995 Wien (Regie: Hans Neuenfels; Dirigent: Ulf Schirmer)
- Das Märchen nach ewig und drei Tagen. Opera-Silhouette (Musik: Wilfried Maria Danner). UA 2000 Schwetzingen (Festspiele)
- Eurydike oder Die Umkehr. Mono/Melodram 2002. Veröffentlicht in: Grabbeau. Museum im Netz (2008).